# Jiří Mikšík
Jiří Mikšík (* 2. Januar 1952 in Brno) ist ein ehemaliger tschechoslowakischer Radrennfahrer und nationaler Meister im Radsport.

## Sportliche Laufbahn
Mikšík begann 1962 mit dem Radsport. Er war ein vielseitiger Fahrer, hatte Erfolge im Straßenradsport, im Bahnradsport und im Querfeldeinrennen.
Mikšík war Teilnehmer der Olympischen Sommerspiele 1972 in München. In der Einerverfolgung schied er in der Qualifikation aus. Das Team mit Zdeněk Dohnal, Jiří Mikšík, Anton Tkáč und Milan Zyka schied in der Qualifikation der Mannschaftsverfolgung aus. Er startete für den Verein Favorit Brno. 
Die nationale Meisterschaft in der Mannschaftsverfolgung gewann er 1975 mit Michal Klasa, Jiří Škoda und Jiří Pokorný. Den Titel im Zweier-Mannschaftsfahren holte er 1973 mit Milan Puzrla, 1975 mit Jiří Pokorný, 1976 mit Miloš Jelínek, 1982 mit Jaroslav Bláha. In der Meisterschaft im Steherrennen wurde er 1980 und 1982 Vize-Meister. 1975 wurde er Vize-Meister im Querfeldeinrennen hinter Vojtěch Červínek. Bei den UCI-Weltmeisterschaften wurde er als 26. klassiert.
Das Sechstagerennen von Brno für Amateure gewann Mikšík 1972 und 1973 mit Milan Puzrla. 1983 war er mit Jaroslav Bláha erfolgreich. 1983 siegte er auf der Radrennbahn von Brno im Rennen 500+1 Kolo.
Mikšík startete häufig in Steherrennen in der DDR und war in einigen Jahren der erfolgreichste ausländische Starter. 1981 gewann er die Internationale Stehermeisterschaft von Berlin.
Im Grand Prix Hradec Králové wurde er 1971 Zweiter hinter Vlastimil Moravec.

## Berufliches
Nach seiner aktiven Laufbahn arbeitete er als Trainer im Verein Favorit Brno, später bei Dukla Banská Bystrica.